# Cristina Cerescu
Cristina Cerescu (n. 6 martie 1995, Chișinău, Republica Moldova) este o fotbalistă din Republica Moldova care joacă pe post de mijlocaș la Universitatea Olimpia Cluj. A făcut parte din echipa națională de fotbal feminin a Republicii Moldova.

## Carieră
În sezonul 2015-2016, Cerescu a jucat în echipa Noroc Nimoreni, cucerind argintul la nivel național. Ulterior, s-a transferat la formația cipriotă AE Famagusta, marcând 17 goluri în 14  meciuri și obținând argintul în campionatul Ciprului în 2016-2017. La aceeași echipă, în 2017-2018 a marcat 26 de goluri în 18 partide, clasându-se pe locul cinci în topul golgheterelor sezonului din Cipru. În cadrul sezonului următor, Famagusta a fost descalificată după 12 partide jucate, iar Cerescu s-a întors în Moldova, unde a jucat futsal la Agarista.
În vara anului 2020, fotbalista a semnat cu echipa Universitatea Olimpia Cluj.
Cerescu a făcut parte din echipa națională a Moldovei în cadrul calificărilor pentru Campionatul Mondial de Fotbal Feminin 2019.